# François Hériau
François Hériau (Rennes, 25 oktober 1983) is een Frans autocoureur.

## Carrière
Hériau begon zijn autosportcarrière in 2009 in de V de V Funyo Challenge, waar hij in 2010 kampioen werd. In de drie seizoenen die volgden eindigde hij als derde in de stand. In 2015 reed hij zijn laatste race in de klasse.
In 2016 maakte Hériau de overstap naar de LMP3-klasse van de European Le Mans Series (ELMS), waarin hij voor het team Ultimate de auto met de broers Jean-Baptiste en Matthieu Lahaye deelde. Twee vierde plaatsen op het Circuit Paul Ricard en het Circuit de Spa-Francorchamps waren zijn beste resultaten, waardoor hij met 26 punten tiende in de eindstand werd. In 2017 behaalde het trio twee podiumfinishes op Silverstone en het Autodromo Nazionale Monza en verbeterden zij zichzelf naar de vierde plaats in het klassement met 61 punten. In 2018 stonden zij enkel op Silverstone op het podium en werden zij met 36,5 punten achtste in het kampioenschap. In 2019 wonnen zij de seizoensopener op Paul Ricard en stonden zij ook op het Circuit de Barcelona-Catalunya en het Autódromo Internacional do Algarve op het podium, waardoor zij met 76 punten het jaar op de derde plaats beëindigden.
In 2020 reed Hériau enkel in twee races van de LMP3-klasse van de Michelin Le Mans Cup, waar hij in het voorprogramma van de 24 uur van Le Mans tweemaal achttiende werd. In 2021 keerde hij terug in de ELMS bij Ultimate samen met de broers Lahaye, waar hij ditmaal in de LMP2 Pro-Am-klasse uitkwam. Hij won de seizoensopener in Barcelona en stond ook op de Red Bull Ring en op Monza op het podium, maar na de vierde race verliet hij het kampioenschap. Met 67 punten werd hij zesde in de eindstand.
In 2022 stapte Hériau over naar de LMP2 Pro-Am-klasse van het FIA World Endurance Championship (WEC), waar hij opnieuw met de broers Lahaye voor Ultimate reed. Hij eindigde in vijf van de zes races op het podium en werd met 129 punten derde in het eindklassement. In 2023 begon hij het seizoen in de Asian Le Mans Series (ALMS), waar hij voor Graff Racing met Xavier Lloveras en Fabrice Rossello de auto deelde. In de LMP3-klasse stond hij op het Dubai Autodrome tweemaal op het podium en won hij de seizoensfinale op het Yas Marina Circuit, waardoor hij met 73 punten kampioen in de klasse werd. In de rest van het jaar reed hij een race in de ELMS en drie races in het IMSA SportsCar Championship.
In 2024 begon Hériau het jaar wederom in de ALMS, ditmaal in de GT-klasse bij het team AF Corse als teamgenoot van Simon Mann en Davide Rigon. Hij behaalde een podiumplaats in Dubai en werd met 32 punten achtste in het eindklassement. Vervolgens keerde hij terug in het WEC, waar hij in de nieuwe LMGT3-klasse voor Vista AF Corse de auto met Mann en Alessio Rovera deelde. Hij won de seizoensfinale, de 8 uur van Bahrein, en werd zo met 97 punten derde in het kampioenschap. Tevens reed hij dat jaar enkele races in de ELMS en het IMSA-kampioenschap.